# دار التقريب بين المذاهب الإسلامية
دار التقريب بين المذاهب الإسلامية هي هيئة معنية بالتقريب بين المذاهب الإسلامية تاسست في القاهرة عام (1368 هـ / 1947م)  على يد نخبة من العلماء المسلمين وضم عند تاسيسه 20 عضوا من كبار العلماء من مختلف المذاهب.
رأس الجمعية في أول تأسيسها أحد كبار المصلحين في مصر آنذاك، هو محمد علي علوبة باشا الذي كان وزيراً في عدة حكومات (للأوقاف والمعارف) وعينته مصر أول سفير لها في باكستان. وكان من بين الأعضاء الشيخ عبد المجيد سليم رئيس هيئة الفتوى بالأزهر، (صار شيخا للأزهر فيما بعد) والشيخ أحمد حسين مفتي وزارة الأوقاف، والشيخ محمود شلتوت الذي كان عضواً بهيئة كبار العلماء (صار بدوره شيخا للأزهر) والشيخ محمد عبد اللطيف دراز وكيل الأزهر، والشيخ عيسى ممنون عضو هيئة كبار العلماء ورئيس الجمعيات الشرعية، والشيخ حسن البنا رئيس الإخوان المسلمين، والشيخ عبد الوهاب خلاف والشيخ علي الخفيف، وهما من كبار أساتذة الفقه والتشريع بالجامعة، والشيخ محمّد المدني الأستاذ بالأزهر (أصبح وكيلا للأزهر فيما بعد).
والى جانب هؤلاء كان من بين الأعضاء الحاج أمين الحسيني مفتي فلسطين، والشيخ محمد تقي القمي ممثلا للشيعة الإمامية والشيخ محمد حسين آل كاشف الغطاء والسيد عبد الحسين شرف الدين، وعلي بن إسماعيل المؤيد ممثلا للمذهب الزيدي في اليمن ، والقاضي محمّد بن عبد الله العمري .